# Col de Portet
Der Col de Portet ist ein Gebirgspass in den französischen Pyrenäen. Der 2215 Meter hohe Übergang liegt in der Region Okzitanien (Département Hautes-Pyrénées). Er wurde 2018 erstmals bei der Tour de France befahren (17. Etappe) und war als Bergankunft auserkoren, der Sieger dieser Bergankunft – Nairo Quintana – wurde mit dem Souvenir Henri Desgrange geehrt.